# Nicola Loda
Nicola Loda, nascido em 27 de julho de 1971 em Bréscia, é um antigo corredor ciclista italiano.

## Biografia
Nicola Loda passa a profissional em 1994 na equipa MG Maglificio de Giancarlo Ferretti. É o um dos bons sprinters, por trás de Fabio Baldato ; vê-lho assim localizado em certos sprints em massa do Tour de France de 1997.. Após quatro temporadas nesta formação, compromete-se com a Ballan. Consegue a sua primeira vitória profissional em 1999 na Volta à Dinamarca. Neste mesmo ano, está proibido de sair no Giro d'Italia devido a um hematócrito superior ao 50%
Em 2000, Nicola Loda apanhado a nova equipa de Ferretti, Fassa Bortolo, em companhia de várias dos seus colegas. Assiste os sprinters da equipa Dimitri Konyshev, vencedor da classificação por pontos do Giro 2000, e sobretudo Alessandro Petacchi que se revela ao mais elevado nível no que vai desse ano. Loda passa quatro temporadas aos lados de « Ale Jet ». Abandonando Fassa para a Tenax em 2004, depois Liquigas, toma a sua retirada desportiva em 2006

## Palmarés
- 1989
  - 3.º do campeonato da Itália em estrada juniores
- 1991
  - Coppa Caduti di Reda
- 1992
  - Giro delle Valli Aretine
- 1993
  - Troféu da cidade de Castelfidardo
  - 3.º do Grande Prêmio da indústria, do comércio e do artisanat de Carnago
  - 3.º do Troféu Banca Popolare di Vicenza
- 1998
  - 7.º de Tirreno-Adriático
- 1999
  - 1.ª etapa da Volta à Dinamarca
  - 3.º do Regio-Tour
- 2000
  - Dekra Open Stuttgart :
    - Classificação geral

  - 1.ª etapa
  - 2.ª etapa da Tour de Luxemburgo
  - 2.ª etapa do Grande Prêmio do Midi Livre
  - 3.º da Tour de Luxemburgo
- 2002
  - 1.ª etapa do Giro Riviera Ligure Ponente
- 2003
  - 2.ª etapa da Tour de Luxemburgo

## Resultados nas grandes voltas

### Tour de France
5 participações
- 1995 : 100.º
- 1997 : 110.º
- 2001 : 99.º
- 2002 : 121.º
- 2003 : abandono (8.ª etapa)

### Giro d'Italia
5 participações
- 1995 : 90.º
- 1996 : 56.º
- 1997 : 44.º
- 1998 : 46.º
- 2004 : 74.º

### Volta a Espanha
3 participações
- 1996 : abandono
- 2000 : 97.º
- 2002 : 88.º